# Jean Lecointre
Pour les articles homonymes, voir Lecointre.
Jean Lecointre, est un illustrateur et réalisateur français né le 28 octobre 1964, réputé pour son travail de collages.

## Biographie
Formé à l'école supérieure d'arts graphiques Penninghen à Paris, Jean Lecointre a effectué de nombreux travaux de commande pour la presse (Libération, Les Inrockuptibles, WAD…) et publié des livres aux éditions Thierry Magnier et Cornélius.
En 2003, il a réalisé la série d'animation Turkish Delight, pour Canal+.

## Publications
- Série, collection « Les Petits passe-temps », conception et réalisation de Lydie Roger-Lélé avec l'aide d'Alain Le Loki, images de Marion Bataille et Jean Lecointre, Seuil, 2000
  - Maman je t'aime
  - Nos remèdes de grand-mère
  - Les odeurs de notre enfance
  - Les perles de nos enfants
  - Les plus belles lettres d'amour
- Les dents du loup, Thierry Magnier, 18 mars 2002, 22 p. (ISBN 978-2844201508)
- Série Jean Le Cointre et Pierre La Police, La balançoire de plasma, Cornélius, 10 octobre 2005, 200 p. (ISBN 978-2915492163)
- Les animaux domestiques, Thierry Magnier, 25 avril 2007, 64 p. (ISBN 2844205569)
- La reformation des imbéciles, Nathalie Constans, vu par Jean Lecointre, les Éd. du Chemin de fer, 2009
- À la mode, Paris, éditions Thierry Magnier, 8 mai 2010, 27 p. (ISBN 978-2844208330)
- Greenwich, Paris, Cornélius, 21 octobre 2010, 152 p. (ISBN 978-2360810031)
- Bazar Bizarre, Paris, Thierry Magnier, 6 octobre 2012, 56 p. (ISBN 978-2364741539)

Réédition en ouvrage cartonné, Thierry Magnier, 2021  (ISBN 9791035204297)
- L'Odyssée d'Outis, Paris, Thierry Magnier, 28 septembre 2013, 48 p. (ISBN 978-2364743199)
- Femmes entre ailes, Paris, Cornélius, 13 mars 2014, 45 p. (ISBN 978-2360810826)
- Hommes entre œufs, Paris, Cornélius, 13 mars 2014, 40 p. (ISBN 978-2360810833)
- Vous les avez aimés, mangez-les, texte Pascal Rémy, illustrations, Jean Lecointre, les Éd. de l'Épure, 2014
- Cache-cache cauchemars, Paris/impr. en République tchèque, Thierry Magnier, octobre 2018, 32 p. (ISBN 9791035201838) [2]

## Réalisation
- 2003 : Turkish Delight, série d'animation, pour Canal+
- 2019 : A la mode (court-métrage)

## Prix et distinctions
- « Pépite » de l'album (ancien Prix Baobab) 2013[3] du Salon du livre et de la presse jeunesse, pour L'Odyssée d'Outis
- Prix Libbylit 2018[4] décerné par l' IBBY, catégorie Album, pour Cache-cache cauchemars
- "Mention" Prix BolognaRagazzi 2023, catégorie spéciale Photographie[5], Foire du livre de jeunesse de Bologne  pour Cache-cache cauchemars